# Farnesil

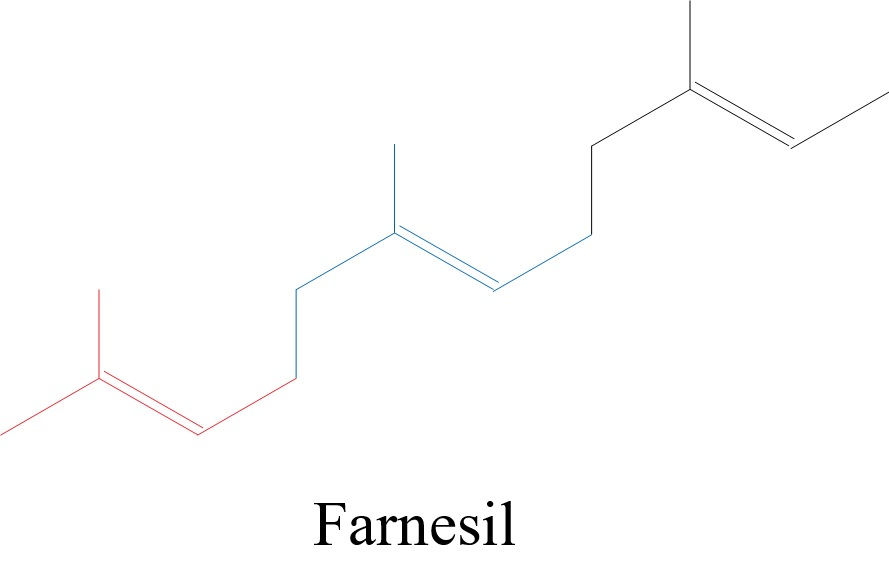
Estrutura químcia do farnesil, destacando as unidades de isopreno que compõem a molécula.

O farnesil é um lipídeo de 15 carbonos formado a partir de unidades de isopreno. É formado pela enzima prenil transferase durante a via de síntese de colesterol. O farnesil pode ser encontrado ligado a covalentemente a proteínas, sendo, um tipo de modificação pós-traducional que permite que proteínas sejam ancoradas a membrana plasmática. Essa modificação é catalisada pela enzima farnesiltransferase, que une o farnesil a um resíduo de cisteína em proteínas contendo a sequência de aminoácidos CaaX, no qual, C é a cisteína, a é um aminoácido alifático e X é um aminoácido da região carboxi-terminal. Uma das proteínas mais conhecidas ligada a farnesil é Ras, que está envolvida em processos de crescimento e diferenciação celular, sendo muito estudada em câncer, inclusive como alvo terapêutico.